# Traiskirchen
Traiskirchen – miasto w Austrii, w kraju związkowym Dolna Austria, w powiecie Baden. Liczy 17 634 mieszkańców (1 stycznia 2014). Ośrodek dla imigrantów Bundesbetreuungsstelle Ost, w którym mieszkali Polacy po wprowadzeniu stanu wojennego w kraju.